# Мајкл Моријарти
Мајкл Моријарти (енгл. Michael Moriarty; Детроит, 5. април 1941) је амерички телевизијски и филмски глумац и џез музичар.
Моријарти је најпознатији по улози Бенџамина Стоуна у серији Ред и закон.